# Julier-hágó
A Julier-hágó (rétorománul Pass dal Güglia, olaszul: Passo del Giulia, németül: Julierpass) egy alpesi hágó a svájci Graubünden kantonban. A 2284 méter tengerszint feletti magasságban fekvő hágó az oberhalbsteini és az engadini völgyeket köti össze. A hágó magasságában fut a Rajna és a Duna közötti európai vízválasztóvonal.

## A hágó
Az 1820 és 1826 között épült útvonal Tiefencasteltől (851 m) a Julia (Gelgia) folyó mentén Savognin, Marmorera, Bivio (itt elágazik az út a Septimer-hágó felé) településeken keresztül halad felfelé és tovább Silvaplana (1815 m) irányába.
A nem régen kiépített és egész évben járható út 1 433 méter magasságkülönbséget ível át, maximális emelkedése 10%, az út szélessége 5-5,5 méter. Az északi oldalon Tiefencasteltől a hágó magasságáig (36 kilométerével jelentősen hosszabb, mint a másik oldal) a jellegzetes lépcsőszerű emelkedőt fennsíkszerű részek és meredek kanyarok váltják. Az átlagos emelkedés 4%, a maximális emelkedés 10%. A déli oldal Silvaplanától sokkal rövidebb (7 km) 6,7%-os átlagos emelkedéssel, de a magasságkülönbség is csak 469 méter.
Az északi lejtőn közvetlenül az átjáró alatt a kopasz sziklafalak között található egy kis tó, lejjebb pedig az 1954 óta létező, 1.4 km² nagyságú felduzzasztott Mormorera-tó (Lai da Marmorera). A tó vízmagassága 1680 métert ingadozik. Savognin felől a duzzasztógátnál lévő csaknem 100 méteres magasságkülönbségű utat több éles kanyarban lehet megtenni, míg a tó mellett az útszakasz szinte egyenes.

## Az útvonal

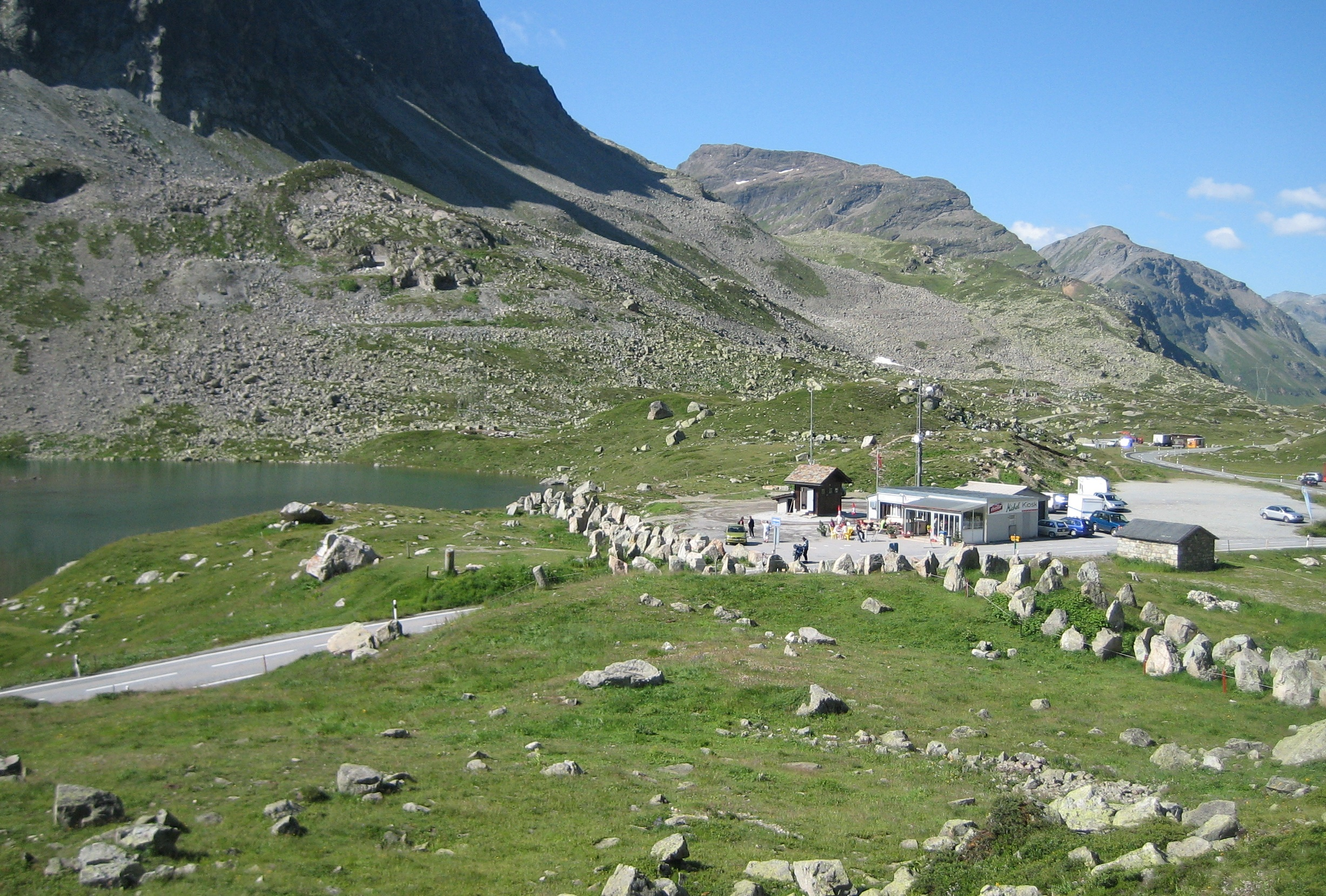
A Julier-hágó tetején

| Helység                 | tengerszint feletti magasság | távolság | magasság- különbség | távolság összesen | magasság különbség összesen |
| ----------------------- | ---------------------------- | -------- | ------------------- | ----------------- | --------------------------- |
| Tiefencastel            | 851 m                        | -        | -                   | -                 | -                           |
| Savognin                | 1207 m                       | 9 km     | 356 m               | 9 km              | 356 m                       |
| Rona                    | 1408 m                       | 5 km     | 201 m               | 14 km             | 557 m                       |
| Mulegns-Sur             | 1538 m                       | 4.5 km   | 130 m               | 18.5 km           | 687 m                       |
| Marmorera               | 1680 m                       | 2.5 km   | 142 m               | 21 km             | 829 m                       |
| Bivio                   | 1769 m                       | 5 km     | 89 m                | 27 km             | 918 m                       |
| Hágó legmagasabb pontja | 2284 m                       | 9 km     | 515 m               | 36 km             | 1433 m                      |
| Silvaplana              | 1815 m                       | 7 km     | 469 m               | 43 km             | - 469 m                     |

## Történelem

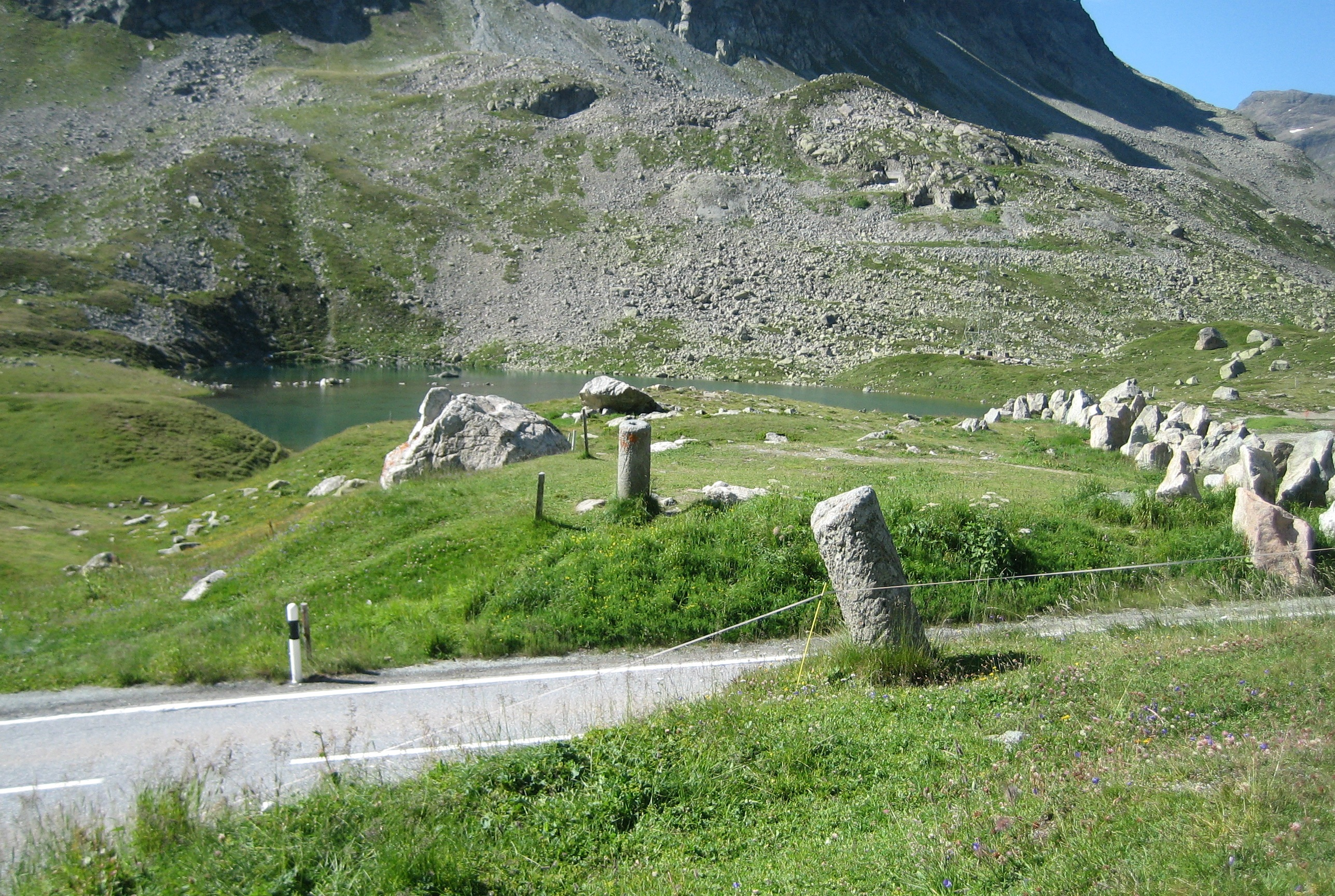
Oszlopok a római korból a Julier-hágón

Ásatások során a hágó tetején talált oszlop-töredékek egy szentséghez tartoztak, ami a Julier-hágó jelentőségét bizonyítja a római korban. Napjainkban az oszlopmaradványok az út mentén vannak felállítva. A földben találtak római pénzérméket is: a szokás úgy kívánta, hogy ha valaki szerencsésen a hágó tetejére ért, pénzt áldozott az isteneknek, hogy megtartsák jó kedvükben. Több helyen találtak keréknyomokat is, ami azt jelenti, hogy a hágó már akkoriban járható volt magas kerekű szekerekkel. 
A Julier-hágó előnyei a kedvező topográfiájából adódnak. Az egyetlen nagyobb akadályt Tiefencastel éS Savognin között lévő Crap Ses-szoros jelentett, amit a rómaiak a Mon és Salouf helységeken keresztül kerültek ki.
Az érett és kései középkorban a Julier-hágó veszített jelentőségéből a Septimer-hágóval szemben, ami közvetlen észak-déli irányba halad és így elkerüli a kelet felé nyúló Julier-Maloja-hágó-útvonalat. A Gotthárd- és a Splügen-hágó kiépítésével a Julier alárendelt szerepet kapott az európai tranzitforgalomban; helyi szerepe Engadin és Mittelbünden összekötésében viszont a mai napig megmaradt.
Miután a Crap Sesben haladó út többször károkat szenvedett árvíz és földcsuszamlás miatt, 1777-ben egy új utat robbantottak a sziklákon keresztül.
Graubünden kanton 1820-ban egy új utat épített, ami nagy vonalakban a régi utat követte és elsősorban kanyarok építését jelentette a meredek „lépcsők” helyett.
Az első nagyobb beruházásokra az 1930-as években került sor. 1950-ben a Marmorera-duzzasztórendszer építésénél az út egy részét el kellett tolni. Az 1990-es évektől a hágót több szakaszon teljesen újjáépítették: az 1992-ben készült el a 706 méter hosszú alagút, ami a Crap Ses-szorost kerüli el; 2008 nyarán az északi oldalon átadtak a forgalomnak egy új útvonalat, ami csökkenti a kanyarok számát.

## Fordítás
- Ez a szócikk részben vagy egészben  a   Julierpass című német Wikipédia-szócikk fordításán alapul.  Az eredeti cikk szerkesztőit annak laptörténete sorolja fel. Ez a jelzés csupán a megfogalmazás eredetét és a szerzői jogokat jelzi, nem szolgál a cikkben szereplő információk forrásmegjelöléseként.